# Maja Zalaznik
Maja Zalaznik (prej Maja Makovec Brenčič), slovenska ekonomistka in političarka, * 27. maj 1969, Borovnica pri Ljubljani.

## Življenjepis
Maja Makovec Brenčič se je rodila v Borovnici pri Ljubljani. Osnovno šolo je obiskovala v Borovnici, Srednjo šolo za družboslovje in splošno kulturo pa v Ljubljani. Leta 1993 je diplomirala na Ekonomski fakulteti Univerze v Ljubljani in za diplomo prejela Prešernovo nagrado Ekonomske fakultete. Leta 1996 je magistrirala z oceno odlično z delom Analiza konkurenčnih prednosti: primer slovenske tekstilne industrije, leta 2000 pa uspešno zagovarjala doktorsko disertacijo z naslovom Soodvisnost cenovnih in necenovnih dejavnikov konkurenčnih prednosti podjetij v mednarodnem poslovanju. Na Ekonomski fakulteti se je leta 1993 zaposlila kot stažistka-asistentka, od leta 2002 je delala kot docentka, od leta 2007 pa kot izredna profesorica. V tem času je znanstvenoraziskovalno gostovala na Univerzi v Trstu, Univerzi v Bristolu, Univerzi Nottingham Trent in Univerzi Bocconi. Za svoje aktivno pedagoško, strokovno in znanstveno delovanje je leta 2004 prejela tudi svečano listino UL mladim visokošolskim učiteljem in sodelavcem za izjemne pedagoške in raziskovalne dosežke. V naziv redne profesorice za področje mednarodnega poslovanja je bila imenovana leta 2011.
V obdobju 2010-2013 je vodila Svet novoustanovljene agencije NAKVIS (Nacionalna agencija za kakovost v visokem šolstvu). Leta 2013 je bila imenovana za prorektorico Univerze v Ljubljani, kjer je razvijala področje prenosa znanja, sodelovanja izobraževanja in znanosti z gospodarstvom in širšim družbenim okoljem. Od leta 2008 do februarja 2014 je bila predsednica Društva za marketing Slovenije.
Leta 2019 se je poročila z Aleksandrom Zalaznikom (generalni direktor Danfossa Trata in predsednik Združenja Manager) in prevzela priimek Zalaznik.

## Predsedniške volitve 2017
Maja Makovec Brenčič je leta 2017 kandidirala za Predsednico Republike Slovenije, vendar je izpadla v prvem krogu volitev. Prejela je 13.052 glasov oz. 1,73 % in s tem zasedla sedmo mesto izmed devetih kandidatov.